# Asa (arquitetura)

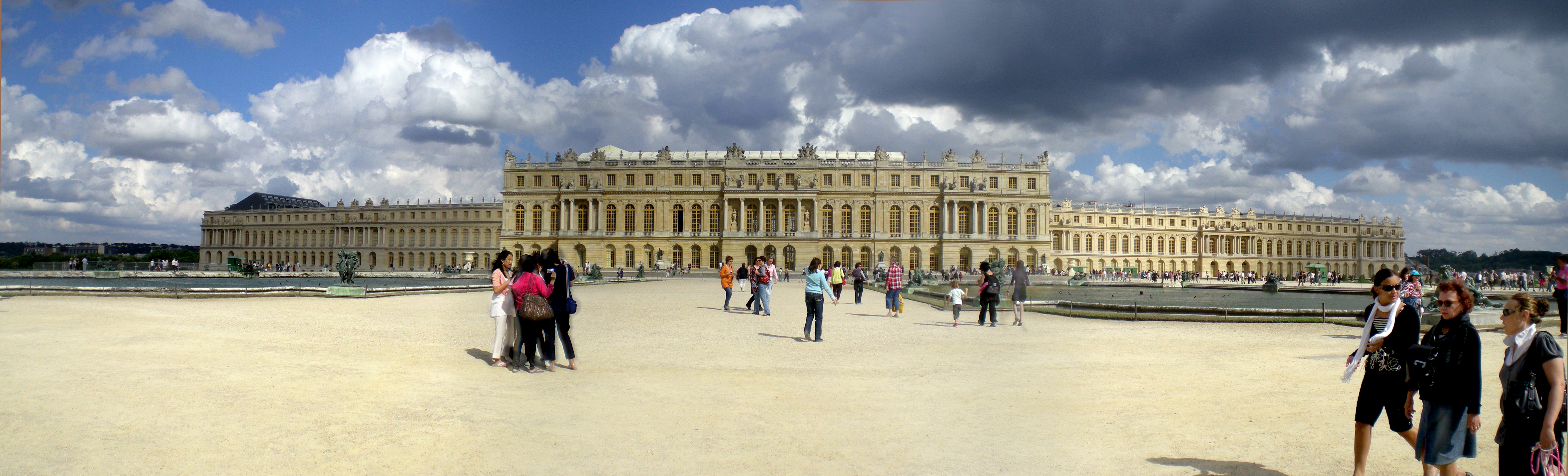
Vista panorâmica dos jardins de Versalhes na França

Uma asa é parte de um edifício - ou qualquer característica de um edifício ou projeto arquitetônico - que é subordinado à estrutura central principal. As asas individuais podem juntar diretamente o edifício principal ou podem ser construídas separadamente e juntas a ela por uma estrutura de conexão, como uma colunata ou uma pérgula. Novos edifícios podem incorporar asas desde o início ou podem ser adicionados em uma data posterior como parte de uma expansão ou remodelação.

## História
Nos edifícios clássicos e palladianos, as alas são edifícios menores de cada lado do corpo de logis e unidos a ele por quadrantes ou colunatas, projetando-se parcialmente para a frente para formar um pátio ou cour d'honneur.
 

Nos tempos medievais e modernos, reis, príncipes e nobres atualizaram seus palácios, casas senhoriais e vilas para melhorar sua aparência externa. Quanto maior o complexo de edifícios, mais rico e poderoso o proprietário pareceria para quem vê. O Palácio de Versalhes, o Palácio de Latrão em Roma e o Palácio Sanssouci em Potsdam são exemplos bem conhecidos de um grande número de palácios particularmente grandiosos ou casas senhoriais.